# Kalkriese
Il Kalkriese è una collina alta 157 metri, situata nella Bassa Sassonia, in Germania, oggi sito e museo archeologico fra i più importanti in Germania. Nel 9 d.C. fu teatro della sconfitta romana ad opera delle tribù germaniche capeggiate dai Cherusci di Arminio, nella selva di Teutoburgo.

## Storia del sito
La clades variana (disfatta di Varo) è considerata da molti autori moderni come una delle più grandi disfatte subite dall'Impero romano. Sul sito della battaglia si fermò il generale romano Germanico, figlio dello scomparso Druso, nel corso delle campagne punitive compiute contro i Germani, negli anni 14-16, per volontà dell'imperatore Tiberio.
Tacito ci descrive la scena del campo di battaglia sei anni più tardi, al passaggio di Germanico per quei luoghi dove i Germani avevano "fatto a pezzi" tre intere legioni romane (legio XVII, legio XVIII e legio XIX):
(Cornelio Tacito, Annali I, 61)
Il sito della battaglia fu suggerito già agli inizi del Settecento da un certo Zacharias Goeze, teologo e filosofo tedesco, appassionato di numismatica, il quale aveva saputo di alcune monete romane rinvenute in località Kalkriese, a 135 km a Nord-est del confine romano del Reno. Lo storico Theodor Mommsen nel 1885 era convinto che questa fosse la località della famosa battaglia, in base al numero di monete accumulate da questo sito archeologico; ma si è dovuto attendere il 1987 per averne conferma definitiva quando, sulla scorta di questa ipotesi, Tony Clunn, maggiore dell'esercito britannico e archeologo dilettante, cominciò a scavare nel sito indicato trovando immediatamente diverse monete di età augustea, nessuna databile dopo il 9 d.C.. Lo scavo fu poi realizzato da archeologi professionisti, e diede luogo al Museo Varusschlacht (Battaglia di Varus) e al Parco Kalkriese, inaugurato nel 2002.

## Archeologia e museo del sito

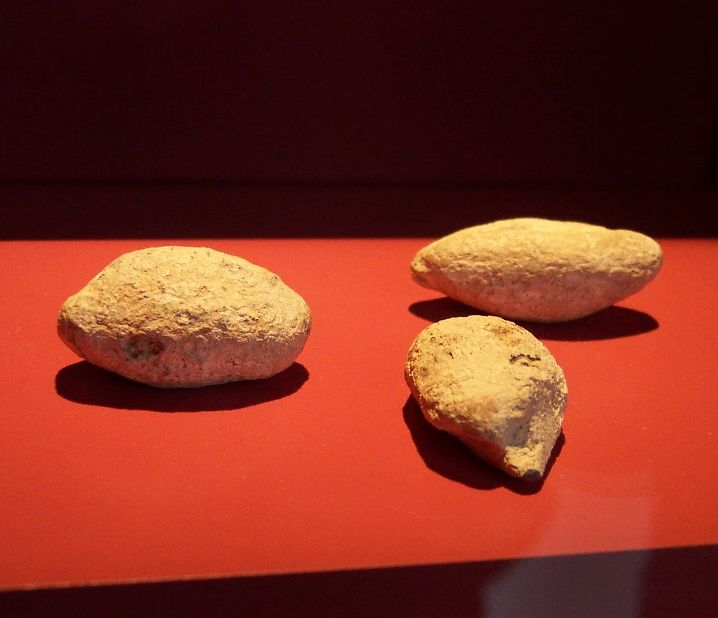
Alcuni proiettili di catapulta rinvenuti nel 1988 sul sito della battaglia.

Il materiale archeologico trovato sull'area della battaglia (su una superficie complessiva di 5 per 6 km) era di oltre 4.000 oggetti di epoca romana:
- 3.100 pezzi militari come parti di spade, pugnali, punte di lance e frecce, proiettili utilizzati dalle fionde delle truppe ausiliarie romane, dardi per catapulte (a partire dal 1988 ), parti di elmi, parti di scudi, una maschera di ferro da parata di un cavaliere ricoperta d'argento (trovata nel 1990), chiodi di ferro delle calzature dei legionari, piccozze, falcetti, vestiario, bardature di cavalli e muli (uno scheletro completo fu scoperto nel 1999-2000 ), strumenti chirurgici;
- un limitato numero di oggetti femminili come forcine, spille e fermagli a testimonianza della presenza delle stesse tra le file dell'esercito romano in marcia;
- 1.200 monete, coniate tutte prima del 14 d.C.;
- numerosi frammenti ossei di uomini ed animali (muli e cavalli);
- ed un terrapieno lungo 600 metri e largo 4,5 metri (a partire dagli scavi del 1990 , al di sotto dei quali furono trovate anche monete di epoca augustea ed equipaggiamenti legionari), che si estendeva alla base della colline di Kalkriese in direzione est-ovest, dove i Germani si appostarono aspettando le legioni, dal quale sferrarono il primo attacco, nel punto più stretto tra la collina e la Grande palude (ora ridotta ad una depressione).

A duemila anni esatti dalla battaglia è stata inaugurata il 15 maggio 2009 una mostra sul sito della battaglia intitolata «IMPERIUM KONFLIKT MYTHOS. 2000 Jahre Varusschlacht»  .

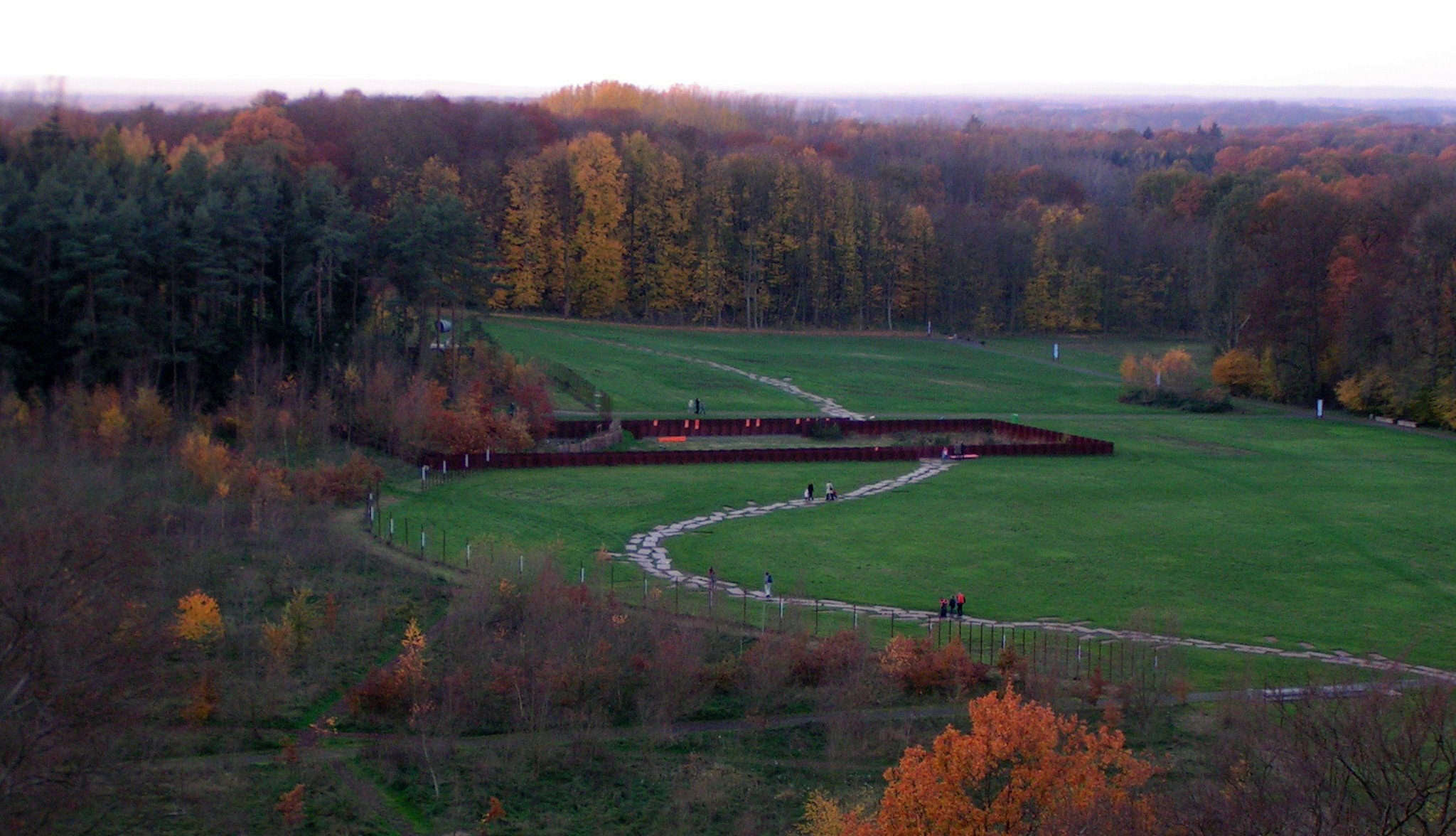
Vista sul parco della battaglia dall'alto della torre del Museo
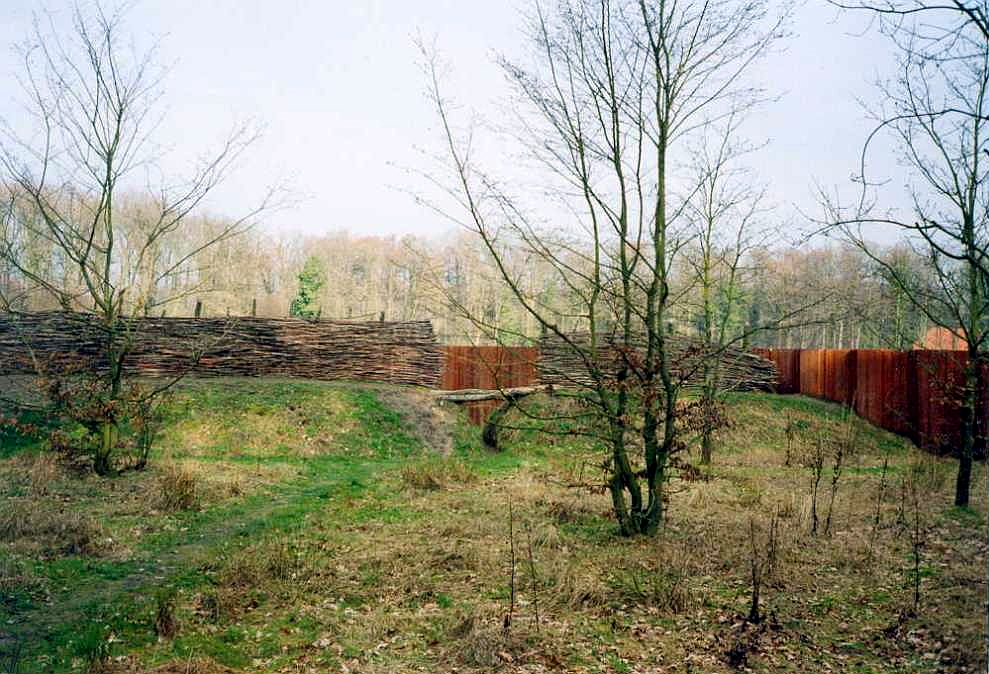
Ricostruzione del muro germanico sul campo di battaglia
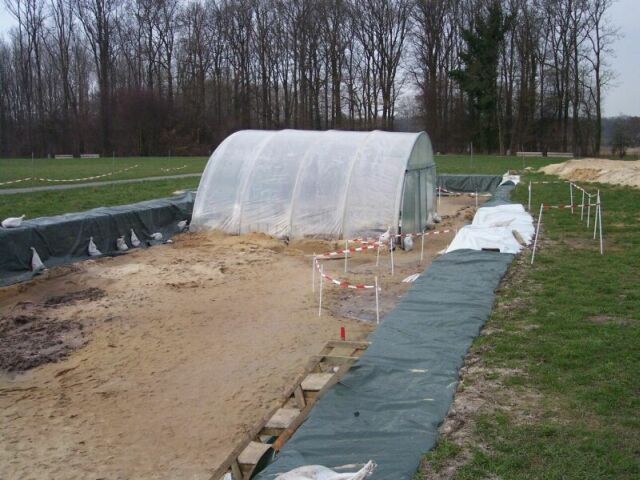
Sito degli scavi archeologici del campo di battaglia
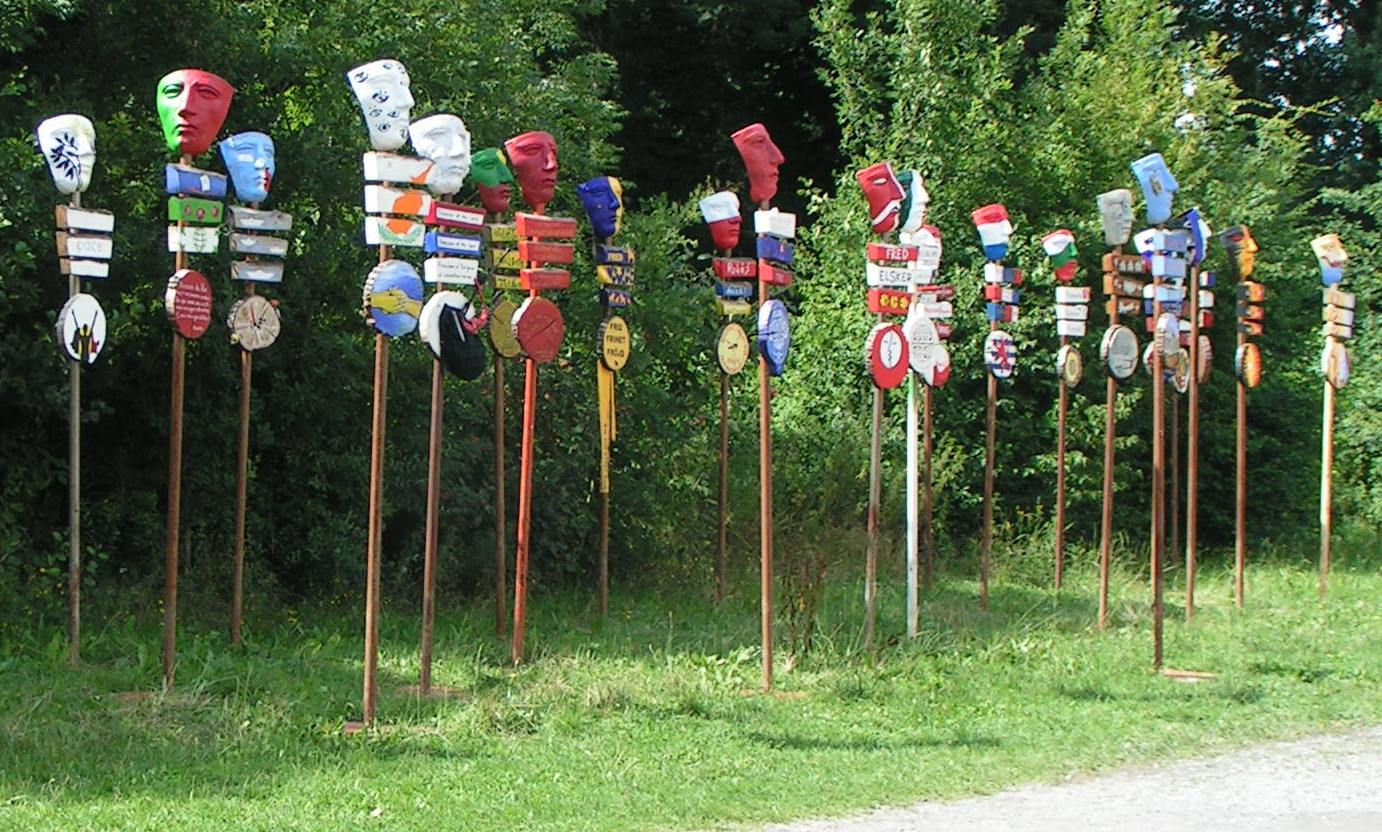
Insegne di tutti i 27 Stati membri dell'Unione europea a celebrare la pace 2.000 anni dopo (settembre 2009).